# Daniel Lehu
Daniel Pierre Lehu (* 15. Februar 1896 in Tourcoing; † 20. Mai 1979 ebenda) war ein französischer Schwimmer.

## Karriere
Lehu sollte 1912 an den Olympischen Spielen in Stockholm teilnehmen. Hier war er für die Wettbewerbe über 100 m Rücken und 200 m Brust gemeldet, trat aber in beiden nicht an. 1920 nahm er dann an den Olympischen Spielen in Antwerpen teil. Im Wettkampf über 100 m Rücken wurde er Fünfter seines Vorlaufs und schied vorzeitig aus.